# 罗曼·利亚比霍夫
罗曼·米哈伊洛维奇·利亚比霍夫（羅馬化：Roman Mikhaylovich Lyabikhov；1973年5月7日—）是俄罗斯政治人物，第七届、第八届国家杜马代表。
1995年至2013年，利亚比霍夫担任北德文斯克多家工业企业的董事，包括Arnika LLC、Arsenal NPF、Plant of Chemical Reagents LLC NPO等。2013年至2017年，他担任管理公司领导小组总经理。2020年至2021年，因国家杜马议员亚历山大·涅克拉索夫提前辞职，他接任空缺的职位成为第七届国家杜马代表。2021年9月，他连任第八届国家杜马代表。

## 制裁
利亚比霍夫于2022年因俄乌战争而受到英国政府制裁。